# Lubomír Koželuha
Lubomír Koželuha (1. září 1918 Brno – 10. září 2008 Brno) byl český zpěvák, sbormistr, hudební skladatel a pedagog. Jeho bratrem byl Zdeněk Koželuha.

## Život
Studoval na Státním mužském ústavu učitelském v Brně. Po maturitě vstoupil na brněnskou konzervatoř, kde studoval skladbu u Viléma Petrželky a dirigování u Bohumíra Lišky. Zpíval ve Filharmonickém spolku Beseda Brněnská a ve sboru Národního divadla v Brně. Stal se učitelem hudební výchovy v Brně, řídil Slatinský pěvecký sbor a sbor v Brně-Táboře. V roce 1940 absolvoval při Besedě Brněnské hudebně pedagogický kurz u Graciana Černušáka a Rudolfa Wünsche a kurz řízení sboru u Viléma Steinmana. Po válce studoval v letech 1946–1948 hudební výchovu  u Bohumíra Štědroně na Pedagogické fakultě Masarykovy univerzity.
Za války byl totálně nasazen jako dělník v Horních Počaplech. Po skončení války učil hudební výchovu na Reálném gymnáziu Zdeňka Nejedlého v Brně. V roce 1949 se stal učitelem harmonie na brněnské konzervatoři. Mezi jeho žáky patřil mimo jiné skladatel Pavel Blatný. Byl sbormistrem pěveckého sboru Veleslavín. V letech 1972–1974 působil jako ředitel Vejvanovského konzervatoře v Kroměříži a v letech 1974–1979 byl inspektorem kultury Národního výboru města Brna.
Byl činný i organizačně. Působil v Klubu moravských skladatelů, byl tajemníkem Svazu českých skladatelů v Brně a na všech školách, kde působil, zakládal sbory, pěvecké kroužky i nástrojové skupiny.

## Dílo (výběr)

### Hudebně dramatická díla
- Zrazená země (opera, libreto Jaroslav Zatloukal, 1965)
- Pohádky ze dřevníku (dětský balet, libreto Marie Drahošová, 1970))
- Duha nad jezerem (opera, libreto skladatele na motivy románu Antona Hansena Tammsaare, 1988)
- Vyprávění stařeny Izeril pro sóla, recitátorku, sbor a orchestr na námět povídky Maxima Gorkého (1972)
- Poselství z města M, obraz ze současnosti pro dva recitátory, sólo, sbor a orchestr, text Ludvík Štěpán (1988)
- Píseň o mladé vichřici pro recitátora, balet a klavír, text Josef Kainar (melodram, 1975)
- Slyšel jsem píseň nového žití pro recitátora, klavír a trubku, text Jaroslav Hůlka (melodram, 1977)

### Orchestrální skladby
- Slavnostní ouvertura (1944)
- Slovenský tanec (1951)
- Slavnostní pochod (1956)
- Řetězový tanec (1961)
- Configuratio, sex partes per orchestra (1970)
- Tři obelisky pro symfonický orchestr (1973)
- Portréty pro symfonický orchestr (1984)
- Adagio pro housle sólo a Brass Band Brno (1994)
- Triptychon pro 10 dechových nástrojů (1996)

### Komorní skladby
- 2 smyčcová kvarteta
- Sonáta pro violoncello a klavír (1943)
- Dechový kvintet (1962)
- Tři bagately pro fagot a klavír (1965)
- Tři črty pro housle a klavír (1971)
- Trio pro housle, violu a klavír (1981)
- Sonáta pro čtyři fagoty (1985)
- Adagio pro housle (1985)
- Rozhovor pro tři flétny (1986)
- Kontrasty pro hoboj a klavír (1987)
- Sonáta pro lesní roh a klavír (1989)
- Kvintet pro žestě (1985)
- Koncert pro cimbál a klavír (1997)
- Obrázek pro violoncello a cimbál (1998)
- Dívám se do dálky pro dvoje housle (1998)
- Reminiscence pro housle a harfu (2000)
- Koncert pro cimbál a klavír nebo smyčce (2001)
- Balady pro violoncello a klavír (2001)

### Písně
- Pozdravení jara pro baryton a orchestr (1943)
- Za nový život pro baryton a klavír (1952)
- Písně života pro alt a klavír (text Jaroslav Macháček, 1973)
- Sny na dlani, tři písně na text Jiřího Wolkera pro střední hlas a komorní orchestr (1977)
- Vzpomínka na Marii pro střední hlas a klavír (text Bertold Brecht, 1981);
- Křídlo Ikarovy samoty, balada pro střední hlas, violoncello a klavír (text Ludvík Štěpán, 1986);
- Procházky Brnem pro nižší hlas a klavír (text Ivan Blatný 1987)
- Jsi u mne pro soprán a klavír nebo kvartet (text Zuzana Nováková, 1995)
- Vyznání pro soprán (text Jarmila Bednaříková, 2001)
- V srdce ryzí se zadívej, cyklus pro soprán a kytaru (text Francesco Petrarca, 2001)
- Píseň večera pro soprán, flétnu, hoboj, violoncello a klavír (text Ludvík Štěpán, 1992)

### Sbory
- Devátý květen (mužský sbor, text Jan Adla, 1954)
- Ukolébavka (dětský sbor, text Josef Václav Sládek 1962)
- Pracujícímu, Sám nejsi nic (mužské sbory, text Stanislav Kostka Neumann 1962)
- Rozpočitadla (dětský sbor, text Miroslav Florián, 1962)